# Sunrise Visitor Center
Le Sunrise Visitor Center est un office de tourisme américain situé à Sunrise, dans le comté de Pierce, dans l'État de Washington. Il est géré par le National Park Service au sein du parc national du mont Rainier.
Dessiné par Thomas Chalmers Vint et ses collègues dans le style rustique du National Park Service, le bâtiment qui l'abrite a été construit de 1939 à 1943. C'est une propriété contributrice au Yakima Park Stockade Group, un district historique inscrit au Registre national des lieux historiques et classé National Historic Landmark depuis le 28 mai 1987. Il contribue également au district historique de Sunrise depuis la création de ce dernier le 13 mars 1991. Il contribue enfin au Mount Rainier National Historic Landmark District établi le 18 février 1997.